# Danilo Napolitano
Danilo Napolitano (* 31. Januar 1981 in Vittoria) ist ein italienischer Radrennfahrer.

## Karriere
2003 gewann er die Trofeo Papà Cervi. Das Rennen Giro delle Tre Provincie gewann er 2004. Napolitano wurde 2004 beim Radsportteam L.P.R. Profi. 2005 konnte er seine Sprinterqualitäten erfolgreich unter Beweis stellen. Neben einigen Siegen bei Eintagesrennen konnte er Etappen bei der Settimana Internazionale, der Brixia Tour und der Tour du Poitou-Charentes gewinnen. Daraufhin bekam er einen Vertrag bei dem ProTeam Lampre-Fondital, wo ihm mit acht Saisonsiegen die erfolgreichste Saison gelang. 2007 konnte er dann erstmals eine Etappe bei einer großen Landesrundfahrt für sich entscheiden, die neunte Etappe des Giro d’Italia gewann er im Massensprint vor Robbie McEwen und Alessandro Petacchi. Es blieb bisher sein einziger Etappensieg bei einer der drei großen Rundfahrten. 2014 konnte er als erster Italiener das belgische Eintagesrennen Omloop van het Waasland gewinnen.

## Erfolge
2005
- Stausee-Rundfahrt Klingnau
- Coppa Bernocchi
- Giro della Romagna
- eine Etappe Brixia Tour
- eine Etappe Settimana Internazionale

2006
- eine Etappe Mittelmeer-Rundfahrt
- zwei Etappen und Punktewertung Österreich-Rundfahrt
- eine Etappe Brixia Tour
- Coppa Bernocchi
- zwei Etappen Settimana Internazionale

2007
- eine Etappe Murcia-Rundfahrt
- eine Etappe Giro d’Italia
- eine Etappe Slowenien-Rundfahrt
- Coppa Bernocchi
- eine Etappe Polen-Rundfahrt
- Gran Premio Città di Misano-Adriatico

2008
- eine Etappe Katar-Rundfahrt
- eine Etappe Giro della Provincia di Grosseto
- eine Etappe Brixia Tour
- zwei Etappen Volta a Portugal

2009
- eine Etappe Ruta del Sol
- eine Etappe Drei Tage von Westflandern
- eine Etappe Settimana Internazionale
- eine Etappe Luxemburg-Rundfahrt

2010
- eine Etappe Quatre Jours de Dunkerque
- eine Etappe Tour de Wallonie

2012
- eine Etappe Circuit de Lorraine
- drei Etappen Tour de Wallonie

2013
- eine Etappe Drei Tage von Westflandern

2014
- Omloop van het Waasland

2015
- eine Etappe Boucles de la Mayenne

## Teams
- 2004  Team L.P.R.-Piacenza (ab 10. Mai 2004)
- 2005 Team L.P.R.-Piacenza
- 2006–2008 Lampre
- 2009–2010 Team Katusha
- 2011–2012 Acqua & Sapone
- 2013 Accent Jobs-Wanty
- 2014 Wanty-Groupe Gobert
- 2015 Wanty-Groupe Gobert
- 2016 Wanty-Groupe Gobert
- 2017 Wanty-Groupe Gobert